# Cubilia (owad)
Cubilia – rodzaj chrząszczy z rodziny kózkowatych i podrodziny zgrzypikowych. 

## Zasięg występowania
Przedstawiciele tego rodzaju występują w Afryce Subsaharyjskiej od Demokratycznej Republiki Konga i Etiopii na płn. po Angolę i Zambię na płd.

## Systematyka
Do Cubilia należy 8 gatunków:
- Cubilia albosetosa
- Cubilia eichelbaumi
- Cubilia fulva
- Cubilia heathi
- Cubilia nigricans
- Cubilia obscura
- Cubilia rufipennis
- Cubilia smithi